# Csákánydoroszló
Csákánydoroszló je obec v Maďarsku v župě Vas. Území obce sousedí Rakouskem
Rozkládá se na ploše 26,61 km² a v roce 2024 zde žilo 1 669 obyvatel.